# Edmundo Castelo Branco
Edmundo Castelo Branco (Rio de Janeiro, 1898 — , ) foi um remador brasileiro.
Era atleta do Clube de Regatas Boqueirão do Passeio.
Participou dos Jogos Olímpicos de Verão de 1924 em Paris, onde competiu no duplo skiff, juntamente com o irmão Carlos Castelo Branco, conquistando o quarto lugar. Os dois irmãos foram aos Jogos Olímpicos por conta própria, uma vez que a delegação brasileira era composta, basicamente, por praticantes do atletismo, financiados pela Federação Paulista de Atletismo.